# Герб Липоводолинського району
Герб Липоводоли́нського райо́ну — офіційний символ Липоводолинського району Сумської області, затверджений 31 січня 2001 року на п'ятнадцятій сесії третього скликання Липоводолинської районної ради.

## Опис
Гербовий щит має форму чотирикутника з загостренням в основі. Щит має золоту кайму, золотою смужкою дугою такої ж ширини щит розсічено на дві частини.
Верхня частина щита синього кольору, що передає традиційну символіку Лівобережної й Слобідської України, куди адміністративно входили населені пункти Липоводолинщини в XVII-XVIII сторіччях.
На ній розташовано три суцвіття липи по три квітки з одним листком у кожному.
Кожна квітка липи має 19 тичинок, що дорівнює числу рад Липоводолинського району. Нижня частина щита (підніжжя, або кінцівка) зеленого кольору, не горизонтально рівна, а ввігнута, чим підкреслюється місцезнаходження Липової Долини в долині впадання річки Липівки (береги якої в XVI–XVII сторіччях були вкриті липовими лісами, від чого походить назва поселення) у річку Хорол.
Герб виконаний згідно з основними правилами геральдики.